# Ectropis calida
Ectropis calida là một loài bướm đêm trong họ Geometridae.